# Френсіс Гейман
Френсіс Гейман (англ. Francis Hayman 1708—1776) — британський актор, сценограф, художник і ілюстратор доби англійського рококо. Створював портрети, окремі і групові, портрети акторів у ролях, пейзажі і біблійні композиції. Викладач і один із організаторів Королівської (державної) академії мистецтв в Лондоні.

## Життєпис
Френсіс Гейман народився в Ексетері, графство Девон. Батько — Джон Гейман, мати — Джейн Браун. Дата і місяць народження невідомі.
Творчу кар'єру починав як актор на дрібних ролях і художник сценограф. Працював в театрах Гудменз Філд і як художник -сценограф в Друрі-Лейн.
Його здібності художника-декоратра були використані для створення стінописів в павільйонах Воксхолл саду. 1746 року він виконав декілька релігійно-повчальних композицій для лондонського Виховного будинку. Декілька картин виконав разом із своїм приятелем художником пейзажистом Джорджем Ламбертом (1700—1765).
Френсіс Гейман як художник сформувався під помітним впливом французького рококо і художників тої генерації, що працювали після смерті Антуана Ватто. Звідси невеликі розміром картини, переливчасті кольори, деяка ляльковість його образів як в замовних портретах так і в жанрових композиціях. В портретному жанрі він ненабагато відрізнявся від решти британських художників, що працювали вже за виробленими портретними схемами. В портреті капітана флоту Едварда Вернона останній поданий на узбережжі і на тлі з вітрильником. Родинні портрети англійських дворян подані на тривіальному тлі пейзажних парків з обов'язковими тоді вазами чи грайливими садово-парковими скульптурами рококо.
Необхідність заробляти на життя примушувала художника братися за різні жанри — від батального до портретного. Він також створив декілька картин з портретами акторів в ролях. Все це — замість спеціалізації в одному-двох жанрах, що породило уяву про розкиданість в творчості майстра, дещо хаотичного і в приватному житті.
Френсіс Гейман разом із Джошуа Рейнольдсом започаткував створення Спілки британських художників, попередниці майбутньої Королівської академії мистецтв. По створенню Королівської академії мистецтв був її першим бібліотекарем у 1771—1776 рр. — до власної смерті.
Був двічі одруженим. Вдруге пошлюбився 1752 року із пані Сусанною Флітвуд, колишньою дружиною свого приятеля.
Помер в Лондоні.

## Френсіс Гейман викладач
Френсіс Гейман був відомий і як викладач. Серед його учнів — низка англійських художників, таких як Мейсон Чемберлен (1727—1787), Натаніель Данс-Голланд (1735—1811), Томас Сетон (бл. 1738—1806) и Лемуіл Френсіс Еббот. Але більш він уславився впливом на ранні твори ключової фігури британського портретного жанру — Томаса Гейнсборо.

## Художник книги
Френсіс Гейман відомий і як художник книги. Він зробив ілюстрації до низки книг, серед яких тридцять одна ілюстрація до видання творів Вільяма Шекспіра 1744 року, започаткованого видавцем Томасом Ханмером. Він також ілюстратор популярних тоді романів письменників Семюєла Річардсона, Джона Поупа, Вільяма Конгріва, Джона Мільтона.

## Вибрані твори

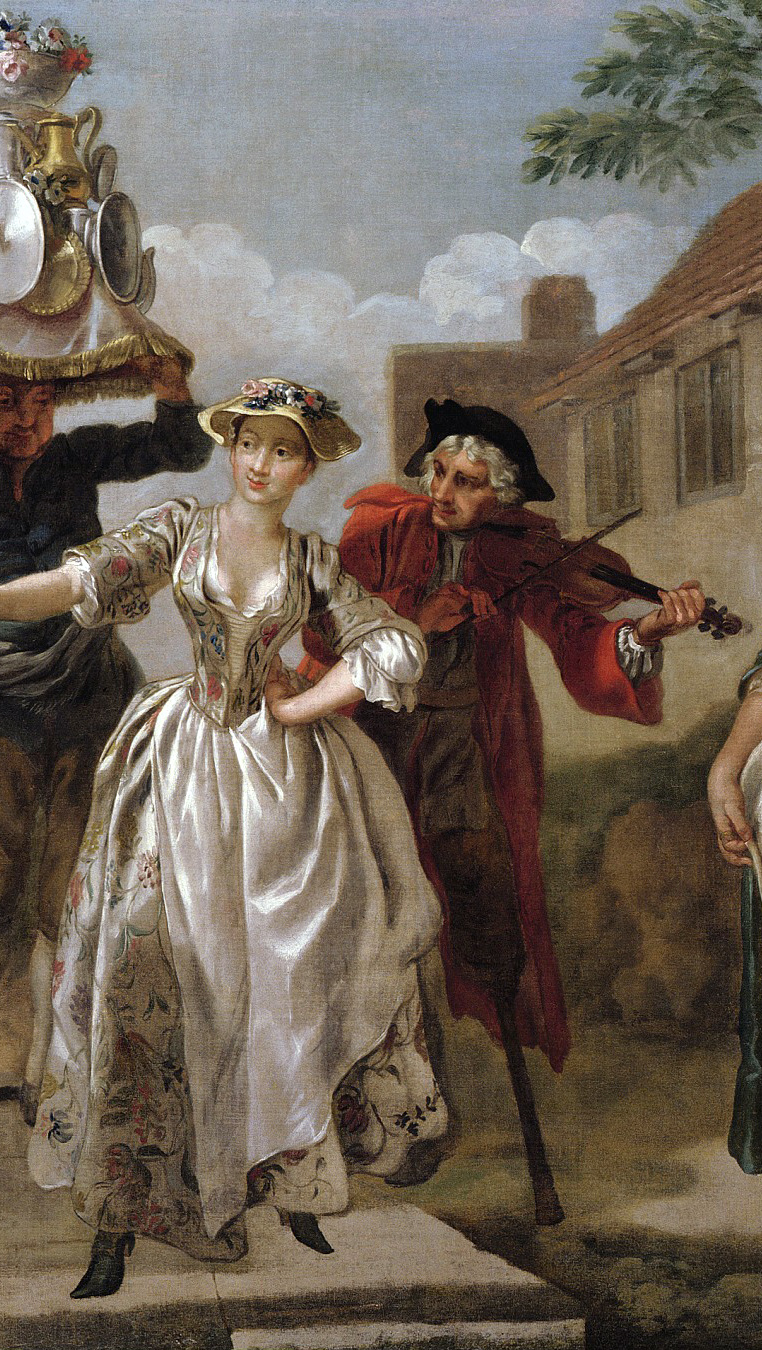
Деталь картини «Мінлива молодість танцює під музику каліки»

- «Пані в рожевому» (Маргарет Вофінгтон ?), бл. 1745 р.
- «Мінлива молодість танцює під музику каліки»
- «Капітан Едвард Вернон»
- «Моріс Грін та Джон Гедлі»
- "Портрет Джона Гедлі "
- "Добрий самаритянин ", до 1752 р.
- "Актори Девід Гаррік і місіс Прічард в виставі Бенджміна Гедлі «Ревнивий чоловік»
- "Родина Джонатана Тьєра "

## Галерея вибраних творів

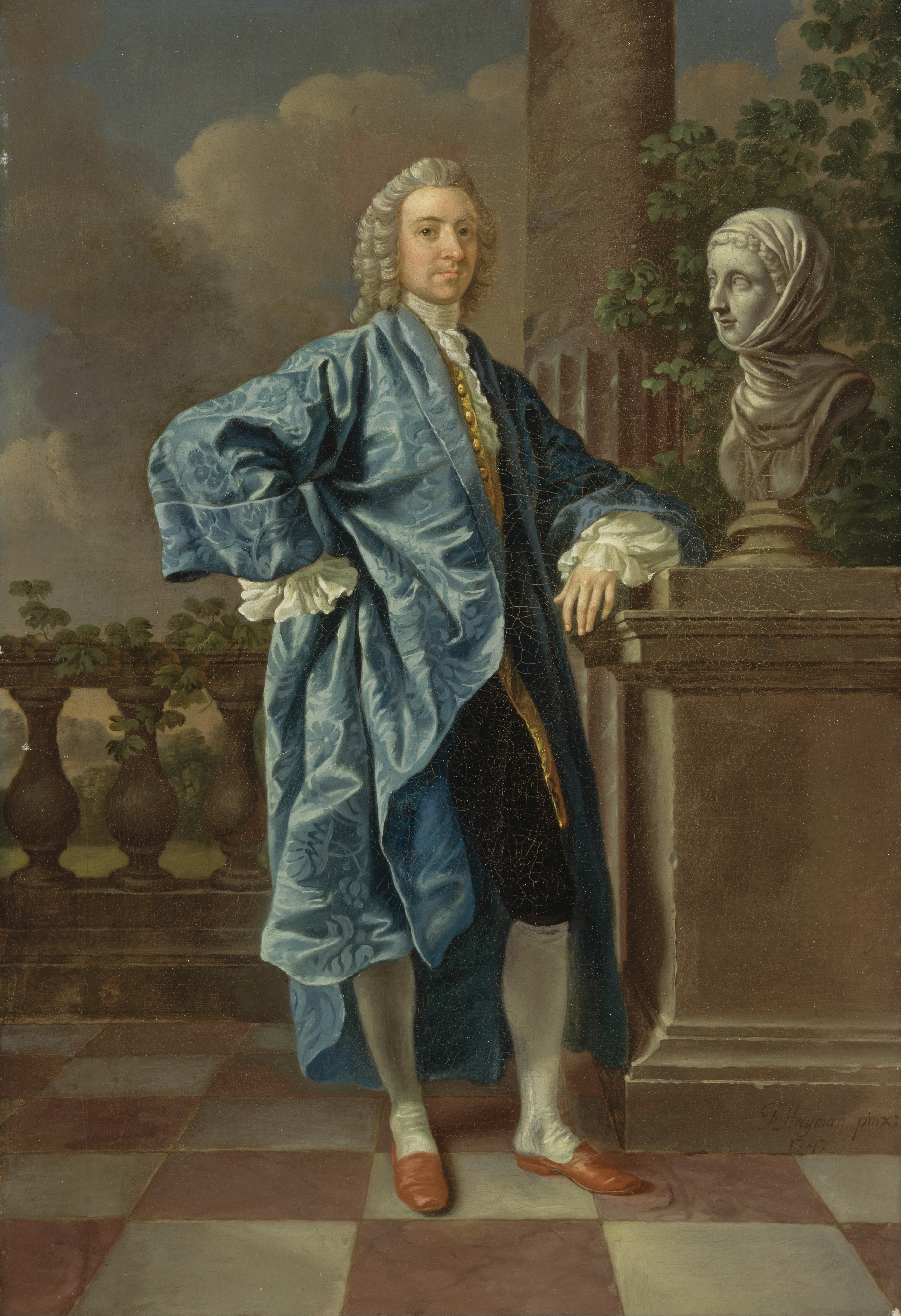
«Чарльз Чансі», Центр британського мистецтва Єль, США
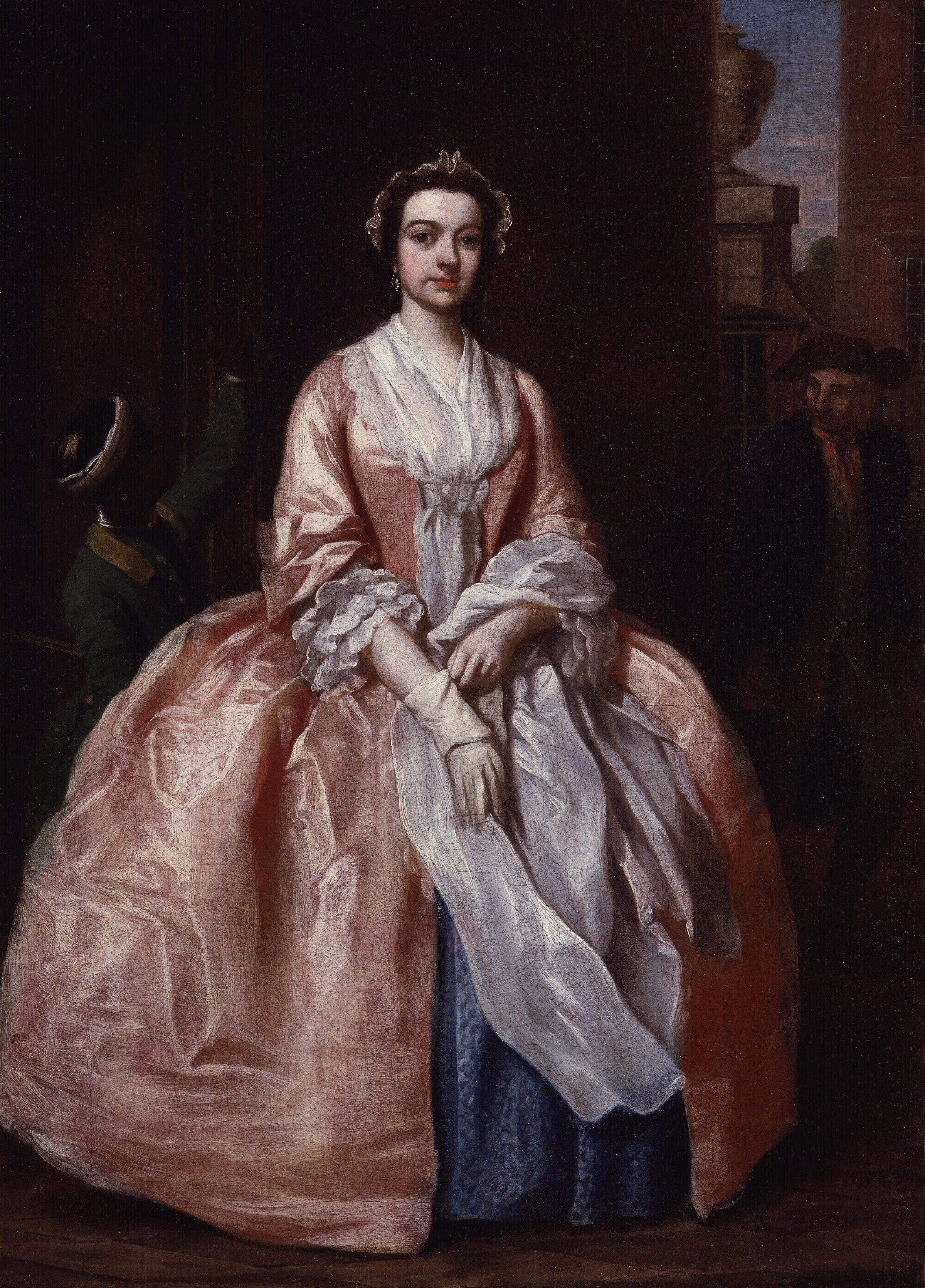
«Пані в рожевому» (Маргарет Вофінгтон ?), бл. 1745 р.
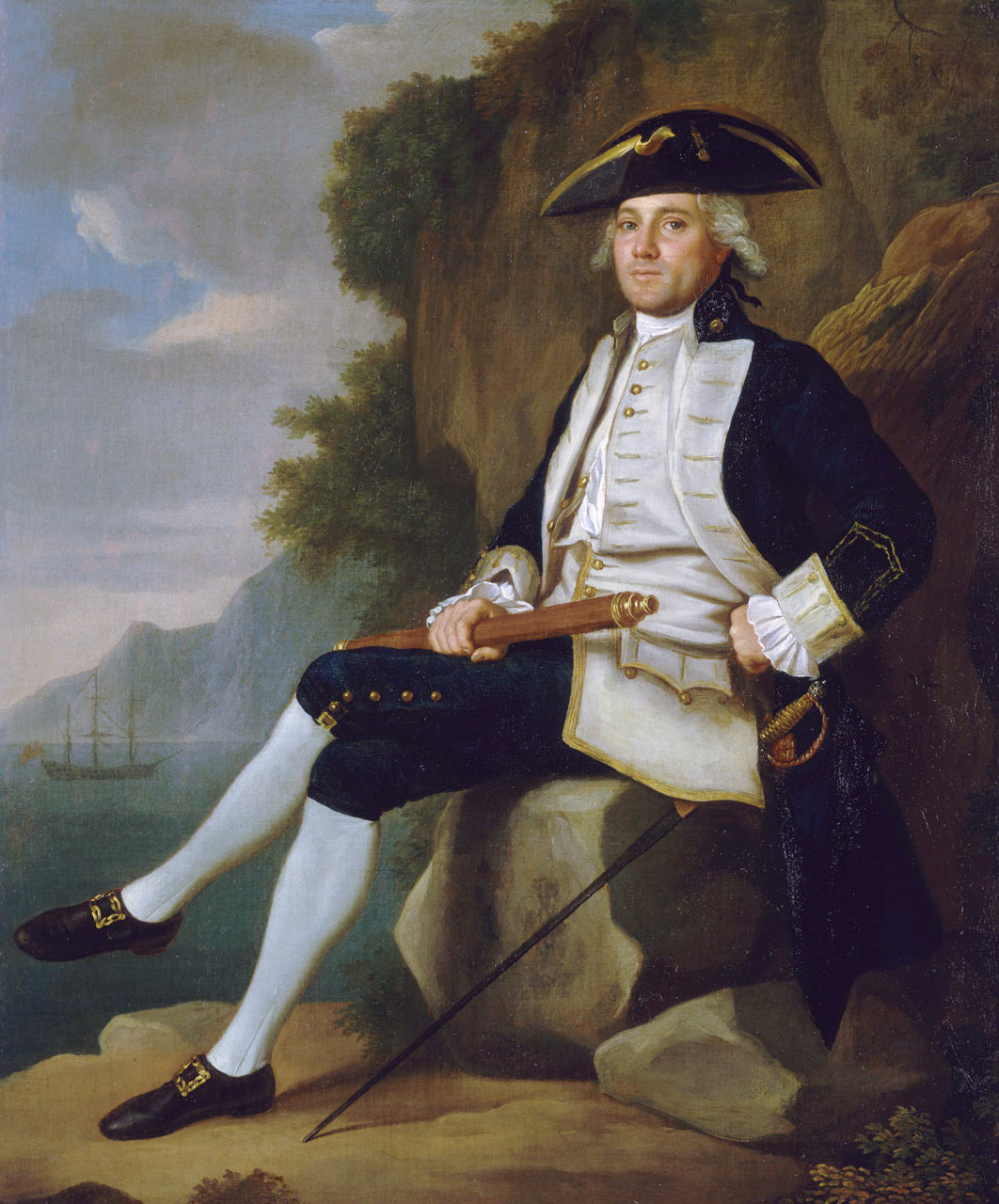
«Капітан Едвард Вернон»
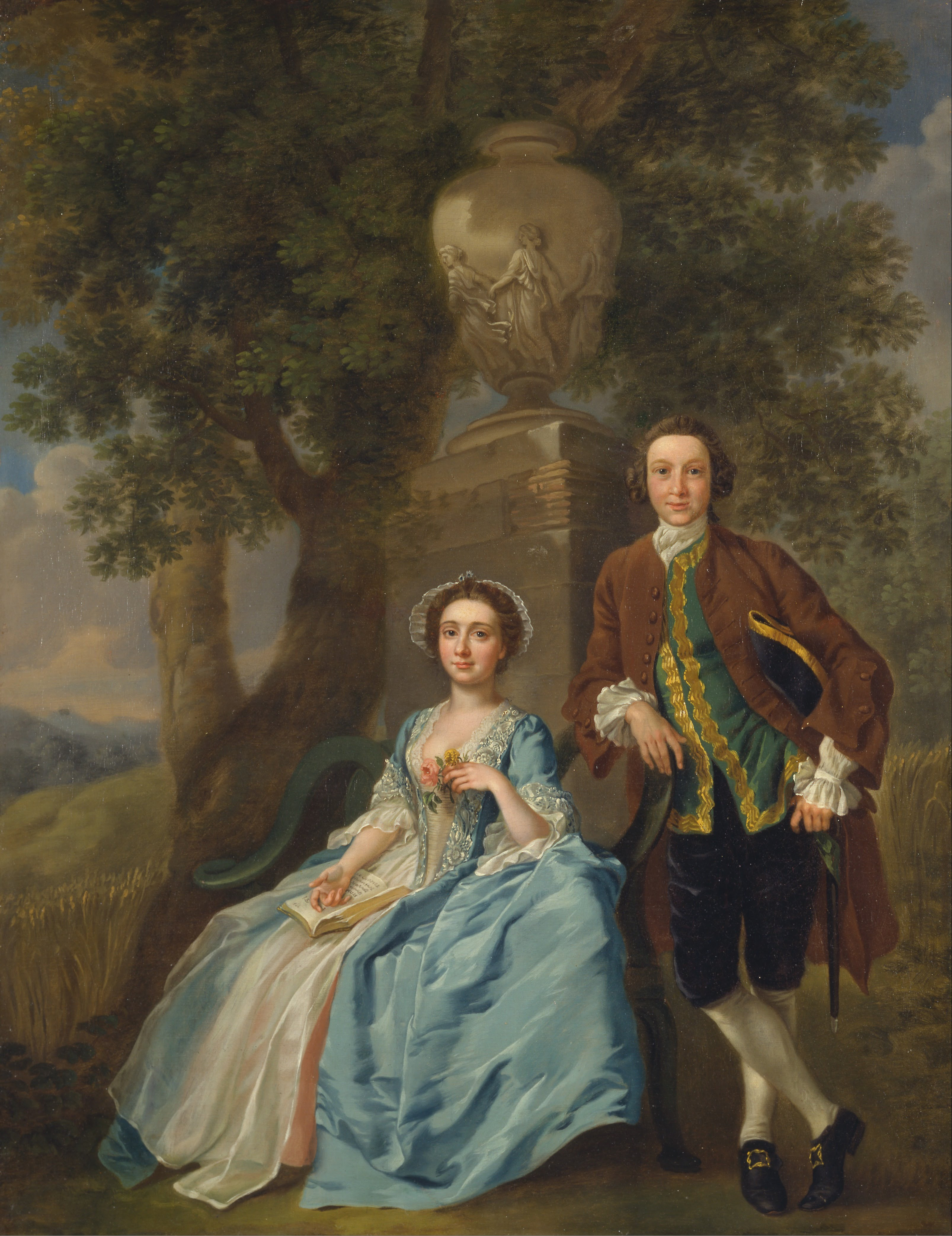
«Джордж і Маргарет Роджерс», до 1750 р., Центр британського мистецтва Єль, США
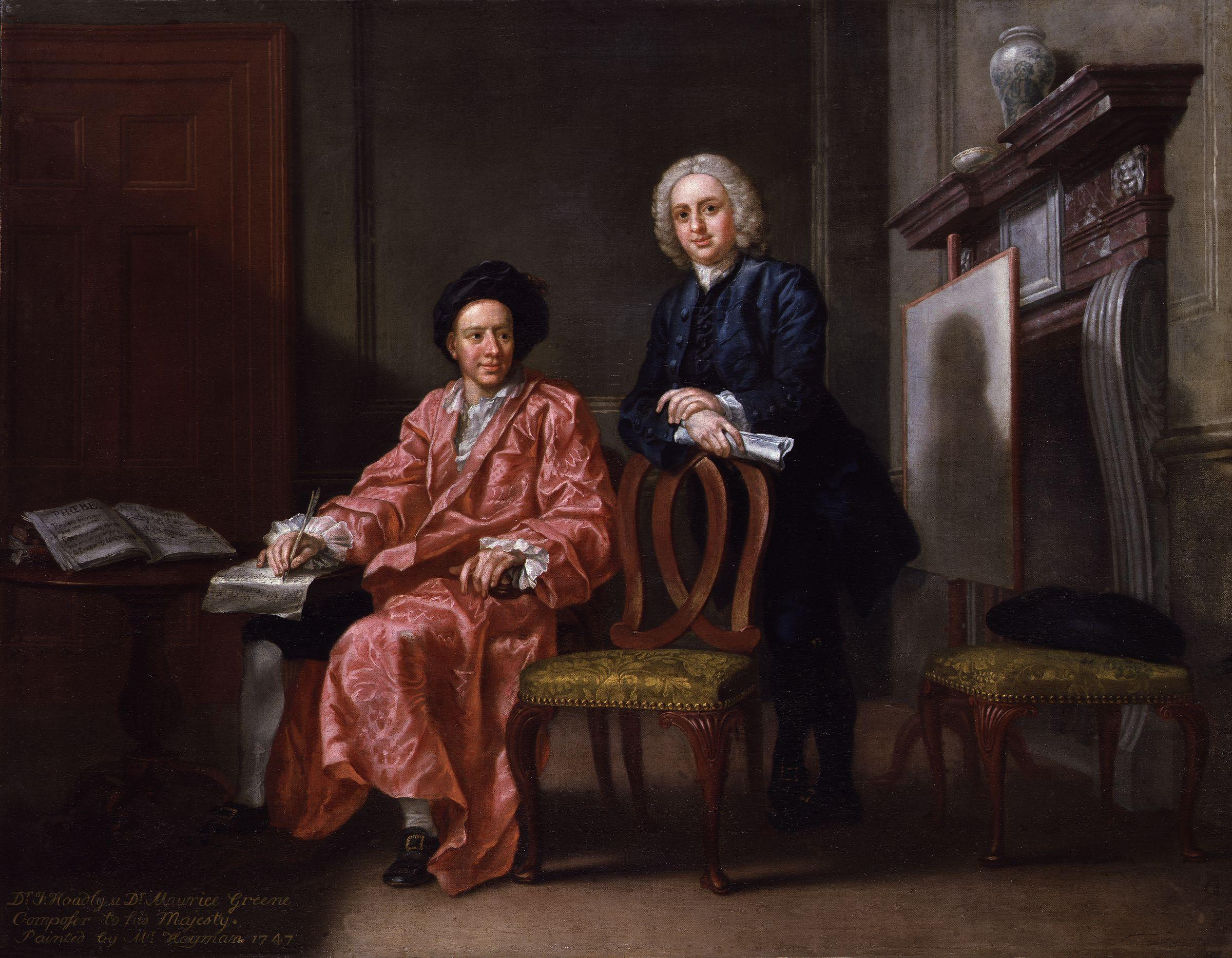
«Моріс Грін та Джон Гедлі»
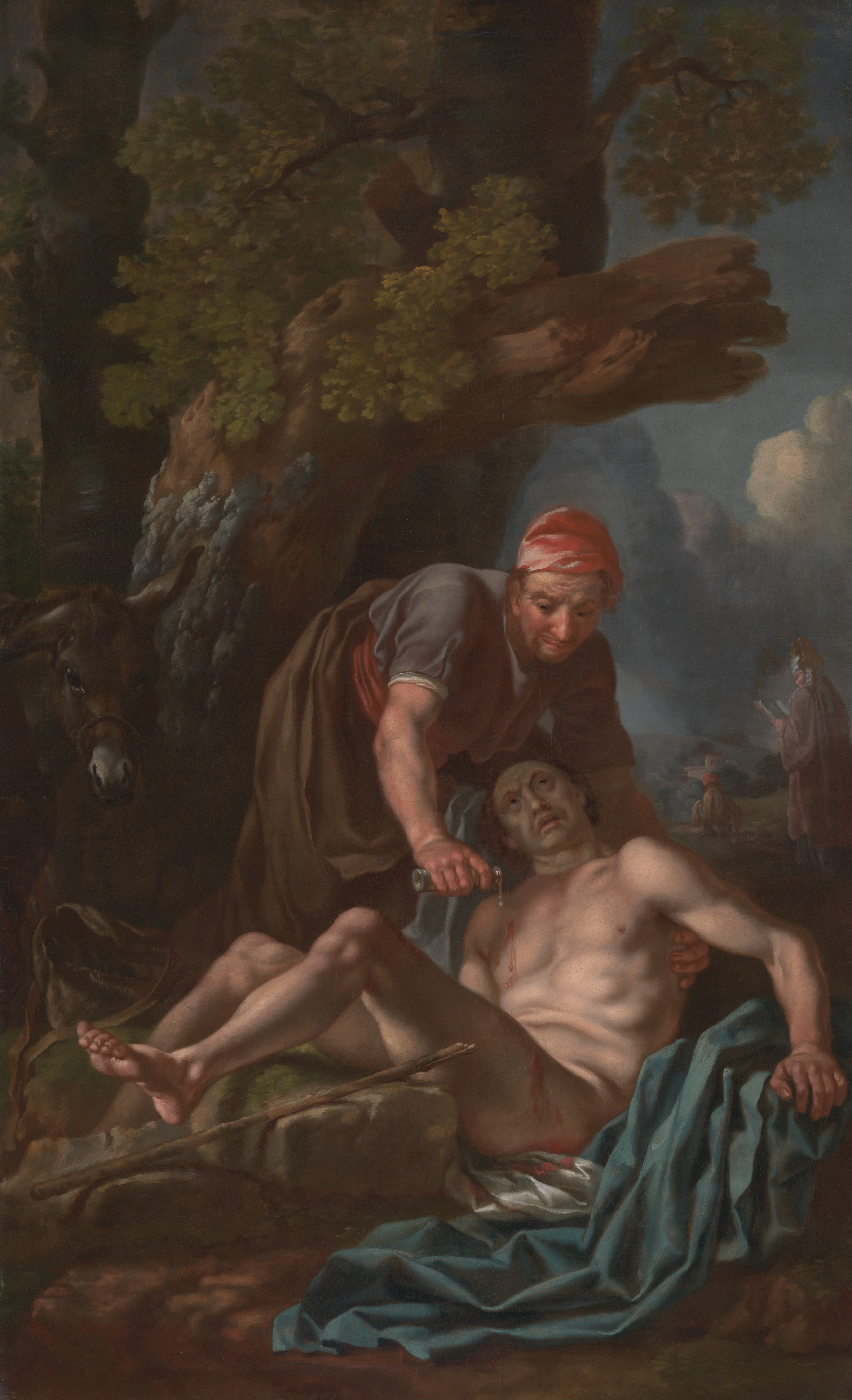
«Добрий самаритянин», Центр британського мистецтва Єль, США